# Lasiophanes striolatulus
Lasiophanes striolatulus är en skalbaggsart som beskrevs av Holzschuh 2007. Lasiophanes striolatulus ingår i släktet Lasiophanes och familjen långhorningar. Inga underarter finns listade i Catalogue of Life.